# جامعة كويست
جامعة كويست هي جامعة خاصة في كندا، تأسست عام 2007. تقع في مدينة سكواميش بمقاطعة كولومبيا البريطانية.

## إحصائيات
يبلغ عدد طلاب الجامعة 300 طالب.

## وصلات خارجية
- الموقع الرسمي